# TFT монитор
TFT монитори (енгл. Thin Film Transistor) спадају у LCD врсту монитора. Не садрже катодну цев, већ течне кристале између две стаклене плоче, два поларизациона филтера, филтера боје и два слоја за поравнавање. Иза ових слојева се налази позадинско осветљење које се обично састоји од више флуоресцентних лампи. Довођењем напона на слој за поравнавање се ствара електрично поље које поравнава течне кристале, што онемогућава светлости да прође кроз њих, док се укидањем напона омогућава пролаз.

## Предности
монитори су кабасти, док су TFT танки и велики таман колико треба. Потрошња електричне енергије је код CRT монитора око 80 вати за 17 инча док је код TFT једва 20 вата. CRT монитори емитују електроне из катодне цеви, који излећу и до 80 cm изван екрана и ако човек седи близу онда га погађају. То се осети при дуготрајном седењу испред монитора на малој удаљености (идеално је 50 cm, али тада смо још у зони зрачења па је препоручљиво на сваких сат урадити паузу од 10-ак минута). Код TFT монитора овога нема, тј. електрони не излећу на толику удаљеност, већ на пар цм од стакла. Освежавање CRT монитора је у идеалном случају 120 херца по секунди а већина квалитетних монитора је могла да нам понуди до 100 херца, јефтинији су ишли до 85 (1 херц је једна слика у секунди коју исцрта монитор). Код TFT монитора освежавање врши само када је то потребно (када се на слици нешто помера). Брзина савремених TFT монитора је 2 мили секунде или 500 слика у секунди за пример узмите монитор од 16 мс је имао нешто више од 50 слика у секунди.

## Мане
Главни недостатак TFT монитора је верност приказа слике, пошто је слика „пластичнија” од оне на -у, што може да засмета графичким дизајнерима, али и то ће брзо да се реши.
Постоји низ недостатака у свакој технологији, па тако и у овој, TFT технологија није савршена, тако слика није иста при свим угловима гледања, пошто су кристали у некој врсти мреже, они дају идеалну слику када се гледа под углом од 90 степени у односу на екран, у задње време се појављују монитори који су декларисани на угао видљивости од 180 степени, добијамо утисак да је све савршено. Конструкција самог екрана је таква, да се слика деградира приликом гледања са стране. Код јефтинијих монитора је то јако видљиво, а код скупих мање, али ипак постоји деградација. Наравно, ако се монитор користи само за једног корисника, то није проблем, јер је монитор лаган и врло лако се подешава у положај који је за корисника идеалан, проблем је кад више људи гледа нпр. филм, онда они са стране имају лошију слику од оних у центру. Код скупљих монитора је то мање уочљиво.

## Врсте
Постоје четири врсте TFT монитора.
Прва се дели на екран са односом 16:10 и 5:4, сада је у моди 16:10 пошто се филмови за DVD и биоскоп праве у односу 16:9 а разлог зашто је узет однос 16:10 је тај, што је то компромис између монитора за уживање и рад, познатији су као вајд скрин монитори. Предност је та, што се не приказују оне две црне штрафте на горњем и доњем делу екрана, самим тим се и боље искоришћава расположиви простор. 5:4 су монитори на које смо навикли. Ови монитори су јефтинији за производњу од 5:4, јер се од једне плоче стакла мање баци као шкарт, тј. више се стакла искористи. Мана, мањи размак између горње и доње границе нас наводи да уместо 17 инча купимо 19, јер управо та дијагонала одговара величини од 17 инча 5:4 монитора, али добијамо на ширини. Овај однос се користи и при новијим генерацијама лаптоп рачунара, а пошто је лаптоп шири, добија се простор који се користи за убацивање нумеричке тастатуре, што је још један плус.
Друга је пивот модел, тј. монитор који се окреће око вертикалне осе, погодан је за дизајнере, јер окретањем монитора у вертикалу, дизајнер, нпр. новина, добија простор који омогућава да види целу страницу а4 формата без додатног скроловања, што је још једна предност ових монитора. Наравно, ова функција такође кошта, али онај коме то користи, њему се и исплати.
Трећа врста TFT монитора су са уграђеним ТВ Тјунером, тако да монитор може да служи и као ТВ, ти монитори су обично скупљи од телевизора, али гледајући да самим тим штедите на томе да уместо два уређаја купујете један, то је такође предност, како за кућни буџет, тако и за простор.
Четврта врста су монитори са DVI улазом или дигиталним. То су монитори као и сваки други TFT, само што користе напреднију везу са рачунаром. Слика преко DVI везе је квалитетнија, оштрија и у сваком погледу боља. Код јефтинијих модела је понекад слика лошија у односу на везу преко ВГА конекције, али то је чисто маркетиншки трик. Тако да се при куповини монитора користите старим правилом, колико пара — толико и музике.

## Произвођачи
Само неки од произвођача су: 
- Самсунг,
- Филипс,
- ВијуСоник,
- Асус,
- Бенку,
- Белинеа,
- Дел.